# آن وليامز (ممثلة)
آن وليامز (بالإنجليزية: Ann Williams)‏ هي ممثلة أمريكية، ولدت في 18 مايو 1936، وتوفيت في 13 ديسمبر 1985 بسبب سرطان.

## أعمال

### مسلسلات
- الأطباء

## وصلات خارجية
- آن وليامز على موقع IMDb (الإنجليزية)
- آن وليامز على موقع قاعدة بيانات برودواي على الإنترنت (الإنجليزية)